# Фофана, Мохаммед Саид
Мохаммед Саид Фофана (фр. Mohamed Saïd Fofana; род. 1952, Форекария, провинция Киндия) — премьер-министр Гвинеи с 24 декабря 2010 по 29 декабря 2015 года.
Принадлежит к народности сусу. В 1976 году окончил Политехнический институт имени Насера в Конакри, где изучал экономику и финансы, в 1980 году — аспирантуру в Румынии. Преподавал экономику в колледже в Гвинее, в 1977-84 годах работал в министерстве планирования и статистики, в 1984-85 — в министерстве внешней торговли. С 1985 по 2002 возглавлял Палату торговли, промышленности и сельского хозяйства. В 2003-08 годах был национальным директором по коммерции и конкуренции (фр. Directeur National du Commerce et de la Concurrence), в 2008-09 — национальным директором по внешней торговле и конкурентоспособности (фр. Directeur National du Commerce Extérieur et de la Compétitive).
24 декабря 2010 года новый президент Альфа Конде назначил его новым премьер-министром. Кандидатура малоизвестного Фофаны рассматривается как вознаграждение сусу и всему населению южных районов Гвинеи за поддержку Альфы Конде на президентских выборах 2010 года.
Владеет языками сусу, малинке, французским и английским.